# Phiên tòa dàn dựng
Phiên tòa dàn dựng (tiếng Anh: show trial) nói về một phiên tòa mà nhà cầm quyền tư pháp đã khẳng định trước tội phạm của bị cáo. Mục đích thực sự của phiên tòa là để nêu lên tội phạm, những lời buộc tội và bản án cho công chúng biết, lấy đó làm gương, cảnh cáo những người muốn trở thành các nhà bất đồng ý kiến, hay người vi phạm. Các phiên tòa dàn dựng thường để trừng phạt hơn là để cải tạo tội nhân và được chỉ đạo với những mục đích tuyên truyền, hạ nhục bị cáo. Các phiên tòa dàn dựng thường được áp dụng để đàn áp đối thủ chính trị, những người bất đồng chính kiến trong các chế độ chính quyền phi dân chủ.
Từ tiếng Anh show trial được ghi nhận lần đầu tiên trong thập niên 1930.

## Liên Xô
- Phiên án Shakhty ở Moskva 1928 là phiên tòa dàn dựng đầu tiên ở Liên Xô sau 1922, nhắm vào những nhà chuyên môn không cộng sản. Nó liên quan đến thời kỳ kỹ nghệ hóa bị thúc đẩy. Các phiên tòa dàn dựng từ đó trở đi là một phần đáng chú ý trong chế độ Joseph Stalin
- Vụ án Moskva của thời đại khủng bố (1937–38) ở Liên Xô là tiêu biểu nhất. Nhà cầm quyền đã dàn dựng các vụ án rất tỉ mỉ. Nếu những người bị buộc tội từ chối "làm việc chung", có nghĩa là thú nhận tội lỗi mà bị tình nghi và hầu hết là bị dựng lên, sẽ bị hành quyết. Điều này đã xảy ra, thí dụ là trường hợp khởi tố cái gọi là "đảng lao động nông dân" (Трудовая Крестьянская Партия), một đảng bịa ra bởi NKVD, mà đã được gán cho nhà kinh tế nổi tiếng Alexander Chayanov. Một vài bằng chứng công cộng rõ rệt, những việc gì đã xảy ra trong vụ án Moskva đã được biết tới ở phương Tây qua Ủy ban Dewey được phổ biến năm 1937. Sau khi Liên Xô tan rã, nhiều bí mật đã được phơi bày ra ánh sáng. Theo các tài liệu trong các văn khố Liên Xô, trong năm 1937 và 1938, NKVD đã bắt giam hơn 1 triệu rưỡi người, trong số đó 681.692 đã bị hành quyết.[2]

## Đức Quốc xã
- Vụ án những kẻ âm mưu và ám sát Hitler ngày 20 tháng 7 năm 1944. Nó xảy ra tại tòa án đặc biệt để xử những kẻ phản quốc dưới sự điều khiển của chủ tịch quan tòa là thẩm phán Roland Freisler, chịu trách nhiệm cho 2600 án tử hình trong các vụ án mà ông xét xử. Vụ án này được quay ngầm cho Hitler và chương trình mở đầu phim trong rạp chiếu bóng, nhưng không được chiếu, vì những tiếng la hét giận dữ của Freisler được cơ quan tuyên truyền cho là không thích hợp.